# Оболенцева Галина Володимирівна
Оболенцева Галина Володимирівна (22 серпня 1930, Харків — 5 жовтня 2000, там же) — українська фармаколог, доктор медичних наук (1985), професорка (1991).

## Біографія
Навчалася в Харківському медичному інституті, який закінчила в 1955 році. З 1958 року працювала в Харківському науково-дослідницькому хіміко-фармацевтичному інституті. У 1980 очолила лабораторію фармакології дитячих лікарських форм, а від 1984 — лабораторію вікової фармакології та токсикології. В 1998 — 1999 роках працювала в інституті на посаді головного наукового співробітника.

## Наукові дослідження
Галина Оболенцева займалася експериментальною гастроентерологією — створенням препаратів для лікування пацієнтів із виразкою шлунка та дванадцятипалої кишки, колітом, гастритом, запором. Була авторкою та впроваджувачкою близько 60 лікарських препаратів, зокрема 20 дитячих, більшість з яких є оригінальними. Авторка таких препаратів, як «Кратал», «Плантаглюцид», «Мукалтин», «Раунатин», «Вікалін», «Інгаліпт».

## Публікації
- Препарати для лікування захворювань системи травлення // Фармацевтичний журнал. — 1990. — № 3.
- Сравнительная экспериментальная оценка некоторых противоязвенных препаратов // ВФарм. 1995. № 3;
- Классификация лекарственных форм, их значение в медицине. Лекарственные формы нового поколения, биофармацевтические аспекты // Технология и стандартизация лекарств. Х., 1996;
- Комбинированная детская лекарственная форма «Паравит»: фармакокинетика и специфическая активность // Фармаком. 1998. № 4 (співавт.);
- Фармакологические и терапевтические свойства препаратов солодки // ХФЖ. 1999. № 8 (співавт.);
- Експериментальне вивчення нових противиразкових препаратів // Доклінічні дослідження лікарських засобів. К., 2001.